# 순치 (경주마)
순치는 말을 순하게 길들이는 것으로, 경주마의 경우 본격적인 조교를 하기 이전단계에서 실시하는 예비조교단계를 순치라고 부르기도 한다. 출생 후 5~6개월이 되면 이유(離乳; Weaning: 젖을 먹지 않게 되는 것 또는 먹지 못하게 젖을 떼는 것)를 위해 어미말과 떨어지게 되고, 18개월이 되면 경주마가 되기 위한 체계적인 순치와 조교가 시작된다.

## 단계
- 망아지가 1세, 대략 18개월령이 되면 말등에 사람이 올라타는 기승순치를 하게 되는데 그 전에 거쳐야 할 단계가 있다.
  - 우선 말의 입에 채우는 재갈순치, 긴 고삐줄을 이용한 원형운동으로 사람의 지시대로 걷고 달리고 하는 조마삭순치, 가슴을 동여매는 복대적응순치, 그 후 안장을 올려 몸에 부착하고 달리는 안장순치 등을 시킨 후에 사람을 태우는 기승순치를 하게 된다.[1]

## 같이 보기
- 조련사
- 마장마술
- 승마술
- 마학
- 말 (동물)